# Persone di nome Giuseppe/Cardinali
| Questa pagina contiene informazioni ricavate automaticamente dalle voci biografiche con l'ausilio del template Bio e di un bot. L'aggiornamento è periodico e automatico e ricostruisce completamente la pagina. Se manca una persona in questa lista, sei pregato di non aggiungerla, ma accertati piuttosto che la sua voce biografica contenga il template Bio e che i dati anagrafici siano correttamente compilati. Se il template Bio manca, inseriscilo tu stesso o, in alternativa, metti l'avviso {{tmp\|Bio}} che ne segnala la mancanza. Se i dati riportati sono sbagliati, correggi direttamente la voce biografica; le modifiche saranno visibili in questa lista entro pochi giorni. Per chiarimenti vedi il progetto antroponimi. La lista contiene solo le 60 persone che sono citate nell'enciclopedia e per le quali è stato implementato correttamente il template Bio. Pagina aggiornata al 6 giu 2025. |

Questa è una lista di persone presenti nell'enciclopedia che hanno il nome Giuseppe e sono cardinali.

## A(4)
- Giuseppe Accoramboni, cardinale italiano (Preci, n. 1672 - Roma, † 1747)
- Giuseppe Albani, cardinale italiano (Roma, n. 1750 - Pesaro, † 1834)
- Giuseppe Alberghini, cardinale italiano (Cento, n. 1770 - Roma, † 1847)
- Giuseppe Archinto, cardinale e arcivescovo cattolico italiano (Milano, n. 1651 - Milano, † 1712)

## B(7)
- Giuseppe Beltrami, cardinale, arcivescovo cattolico e diplomatico italiano (Fossano, n. 1889 - Roma, † 1973)
- Giuseppe Berardi, cardinale italiano (Ceccano, n. 1810 - Roma, † 1878)
- Giuseppe Bertello, cardinale e arcivescovo cattolico italiano (Foglizzo, n. 1942)
- Giuseppe Betori, cardinale e arcivescovo cattolico italiano (Foligno, n. 1947)
- Giuseppe Andrea Bizzarri, cardinale e arcivescovo cattolico italiano (Paliano, n. 1802 - Roma, † 1877)
- Giuseppe Bofondi, cardinale italiano (Forlì, n. 1795 - Roma, † 1867)
- Giuseppe Bruno, cardinale italiano (Sezzadio, n. 1875 - Roma, † 1954)

## C(6)
- Giuseppe Callegari, cardinale e vescovo cattolico italiano (Venezia, n. 1841 - Padova, † 1906)
- Giuseppe Maria Capece Zurlo, cardinale e arcivescovo cattolico italiano (Monteroni di Lecce, n. 1711 - Napoli, † 1801)
- Giuseppe Caprio, cardinale, arcivescovo cattolico e diplomatico italiano (Lapio, n. 1914 - Roma, † 2005)
- Giuseppe Casoria, cardinale e arcivescovo cattolico italiano (Acerra, n. 1908 - Roma, † 2001)
- Giuseppe Maria Castelli, cardinale italiano (Milano, n. 1705 - Roma, † 1780)
- Giuseppe Cosenza, cardinale e arcivescovo cattolico italiano (Napoli, n. 1788 - Capua, † 1863)

## D(4)
- Giuseppe D'Annibale, cardinale italiano (Borbona, n. 1815 - Borbona, † 1892)
- Giuseppe della Porta Rodiani, cardinale italiano (Roma, n. 1773 - Roma, † 1841)
- Giuseppe Maria Doria Pamphilj, cardinale e arcivescovo cattolico italiano (Genova, n. 1751 - Roma, † 1816)
- Giuseppe Benedetto Dusmet, cardinale e arcivescovo cattolico italiano (Palermo, n. 1818 - Catania, † 1894)

## F(7)
- Giuseppe Maria Feroni, cardinale e arcivescovo cattolico italiano (Firenze, n. 1693 - Roma, † 1767)
- Giuseppe Antonio Ferretto, cardinale italiano (Roma, n. 1899 - Roma, † 1973)
- Giuseppe Fietta, cardinale italiano (Ivrea, n. 1883 - Ivrea, † 1960)
- Giuseppe Firrao il Giovane, cardinale e arcivescovo cattolico italiano (Fagnano Castello, n. 1736 - Napoli, † 1830)
- Giuseppe Firrao il Vecchio, cardinale e arcivescovo cattolico italiano (Luzzi, n. 1670 - Roma, † 1744)
- Giuseppe Francica-Nava de Bondifè, cardinale e arcivescovo cattolico italiano (Catania, n. 1846 - Catania, † 1928)
- Giuseppe Alessandro Furietti, cardinale, letterato e archeologo italiano (Bergamo, n. 1684 - Roma, † 1764)

## G(4)
- Giuseppe Gamba, cardinale e arcivescovo cattolico italiano (San Damiano d'Asti, n. 1857 - Torino, † 1929)
- Giuseppe Garampi, cardinale, arcivescovo cattolico e numismatico italiano (Rimini, n. 1725 - Roma, † 1792)
- Giuseppe Maria Graniello, cardinale e arcivescovo cattolico italiano (Napoli, n. 1834 - Roma, † 1896)
- Giuseppe Guarino, cardinale e arcivescovo cattolico italiano (Montedoro, n. 1827 - Messina, † 1897)

## I(1)
- Giuseppe Renato Imperiali, cardinale e abate italiano (Francavilla Fontana, n. 1651 - Roma, † 1737)

## L(1)
- Giuseppe Livizzani Mulazzani, cardinale italiano (Modena, n. 1688 - Roma, † 1754)

## M(4)
- Giuseppe Gasparo Mezzofanti, cardinale, linguista e filologo italiano (Bologna, n. 1774 - Roma, † 1849)
- Giuseppe Milesi Pironi Ferretti, cardinale italiano (Ancona, n. 1817 - Roma, † 1873)
- Giuseppe Mori, cardinale italiano (Loro Piceno, n. 1850 - Loro Piceno, † 1934)
- Giuseppe Morozzo Della Rocca, cardinale e arcivescovo cattolico italiano (Torino, n. 1758 - Novara, † 1842)

## O(1)
- Giuseppe Agostino Orsi, cardinale e storico italiano (Firenze, n. 1692 - Roma, † 1761)

## P(7)
- Giuseppe Paupini, cardinale e arcivescovo cattolico italiano (Mondavio, n. 1907 - Roma, † 1992)
- Giuseppe Pecci, cardinale e vescovo cattolico italiano (Gubbio, n. 1776 - Gubbio, † 1855)
- Giuseppe Pecci, cardinale italiano (Carpineto Romano, n. 1807 - Roma, † 1890)
- Giuseppe Petrocchi, cardinale e arcivescovo cattolico italiano (Ascoli Piceno, n. 1948)
- Giuseppe Pizzardo, cardinale italiano (Savona, n. 1877 - Roma, † 1970)
- Giuseppe Pozzobonelli, cardinale italiano (Milano, n. 1696 - Milano, † 1783)
- Giuseppe Antonio Ermenegildo Prisco, cardinale italiano (Boscotrecase, n. 1833 - Napoli, † 1923)

## S(7)
- Giuseppe Sacripante, cardinale italiano (Narni, n. 1642 - Roma, † 1727)
- Giuseppe Sala, cardinale italiano (Roma, n. 1762 - Roma, † 1839)
- Giuseppe Maria Sensi, cardinale e arcivescovo cattolico italiano (Cosenza, n. 1907 - Roma, † 2001)
- Giuseppe Simonetti, cardinale italiano (Castelnuovo di Farfa, n. 1709 - Roma, † 1767)
- Giuseppe Siri, cardinale e arcivescovo cattolico italiano (Genova, n. 1906 - Genova, † 1989)
- Giuseppe Maria Spina, cardinale e arcivescovo cattolico italiano (Sarzana, n. 1756 - Roma, † 1828)
- Giuseppe Spinelli, cardinale e arcivescovo cattolico italiano (Napoli, n. 1694 - Roma, † 1763)

## T(2)
- Giuseppe Maria Tomasi, cardinale italiano (Licata, n. 1649 - Roma, † 1713)
- Giuseppe Luigi Trevisanato, cardinale e patriarca cattolico italiano (Venezia, n. 1801 - Venezia, † 1877)

## U(1)
- Giuseppe Ugolini, cardinale italiano (Macerata, n. 1783 - Roma, † 1867)

## V(3)
- Giuseppe Vallemani, cardinale, arcivescovo cattolico e archivista italiano (Fabriano, n. 1648 - Roma, † 1725)
- Giuseppe Maria Velzi, cardinale e vescovo cattolico italiano (Como, n. 1767 - Montefiascone, † 1836)
- Giuseppe Versaldi, cardinale e arcivescovo cattolico italiano (Villarboit, n. 1943)

## Z(1)
- Giuseppe Antonio Zacchia Rondinini, cardinale italiano (Vezzano Ligure, n. 1787 - Roma, † 1845)